# Crouching Tiger Hidden Dragon: ソード・オブ・デスティニー
『Crouching Tiger Hidden Dragon: ソード・オブ・デスティニー』（原題：Crouching Tiger, Hidden Dragon: Sword of Destiny、臥虎藏龍：青冥寶劍）は、2016年に公開されたアメリカ・中国合作の武侠映画。2000年に公開された『グリーン・デスティニー』の続編である。監督ユエン・ウーピン、出演はミシェル・ヨー、ドニー・イェン、 ハリー・シャム・ジュニアほか。
2016年2月26日より、世界大手のオンライン映像配信会社ネットフリックスのオリジナル作品として、日本を含む世界同時にストリーミング配信された。

## 解説
2001年に行われた第73回アカデミー賞で外国語映画賞など4部門を受賞した『グリーン・デスティニー』の続編として、アメリカの映画会社ワインスタイン・カンパニーが制作をスタート。中国の作家王度盧（ワン・ドゥルー）の 武侠小説『鶴鉄五部曲』の中から最終巻『鉄騎銀瓶』を原作としているが、実際の内容はそれほど原作に忠実ではない。
『グリーン・デスティニー』でユー・シューリン（兪秀蓮）を演じたミシェル・ヨーが役をそのままに続投。新たな役として、兪秀蓮のいいなづけであったサイレントウルフことメン・スージョウ（孟思昭）にドニー・イェン、アメリカのドラマで有名になったハリー・シャム・ジュニアが出演した。またオリジナル音声が英語であるため、スノーヴァース（雪瓶）を演じたオーストラリアのモデルナターシャ・リュー・ボルディッツォをはじめ、中国系アメリカ人やベトナムなど多国籍のキャストが参加した。
2016年2月26日にネットフリックスよりオリジナル作品として世界同時配信されている。また中国大陸ではIMAX3D、3Dとして2月19日に、香港で2月18日、アメリカにおいても2月26日に劇場公開された。公開に際しては中国では普通話に、香港では広東語に吹き替えられている。日本でのソフト発売は未定。2016東京・中国映画週間では『ソード・オブ・デスティニー』の邦題で上映されている。

## ストーリー
リー・ムーバイの死から18年。武林を離れ隠居していたシューリン（ミシェル・ヨー）はムーバイの碧銘剣（グリーン・デスティニー）を預けたティエ家の当主の葬儀の為北京に向かっていた。道中謎の集団に襲われたシューリンは、突然現れた覆面の男の加勢を得て賊を返り討ちにする。
武林界の一派ウェスト・ロータスの拠点では、若い女、スノーヴァース（ナターシャ・リュー・ボルディッツォ）が入門と偽りヘイデス・ダイ（ジェイソン・スコット・リー）の命を狙うが失敗。逃げた彼女が次に姿を表したのはティエ家の葬儀に参加する1人としてである。その佇まいになにかを感じ取るシューリン。
ヘイデスはムーバイの残した伝説の剣グリーン・デスティニーを手に入れ、武林界の頂点に立つことを狙っていた。 盲目魔女の予言によって剣を盗む役目に任命されたのは、孤児として剣客アイアンクロウ（ロジャー・ユアン）に育てられた一派の若者ウェイ・ファン（ハリー・シャム・ジュニア）。彼が屋敷に忍びこむともう1人の賊が同じ剣を狙っていた。音を立てずに争う2人。しかしウェイ・ファンの上着が破れ、肩にあった痣を見た瞬間、相手はうろたえて花瓶を割ってしまう。
その音に屋敷内が騒然とする中、すぐさま覆面を取ったもう1人の正体は弔問客のスノーヴァースであった。捕えられたウェイ・ファンはシューリンの提案により処刑されずに檻に入れられる。そしてグリーン・デスティニーを手にしたシューリンに軽くあしらわれたスノーヴァースは彼女に弟子入りを申し込む。
剣が狙われていると知ったシューリンは用心棒のために義士を募った。その報せに名乗りをあげたのは4人の剣客と、サイレントウルフと呼ばれる男。彼こそかつてシューリンの許嫁でありヘイデスとの対決で死んだはずのメン・スージョウ（ドニー・イェン）。道中彼女を助けた覆面の男であり、彼女とムーバイが愛し合っている事に気がつき、2人の為にわざと死んだことにして身を引いて、長い間山中で修業を続けてきたのだという。
伝説の剣グリーン・デスティニーをめぐる過去の因縁と運命の糸が綾なす宿命は、やがて4人をヘイデス一派との戦いへとむかわせるのだった。

## キャスト
- ミシェル・ヨー - ユー・シューリン（兪秀蓮）：塩田朋子
- ドニー・イェン - サイレントウルフ/メン・スージョウ（獨狼/孟思昭)：大塚芳忠
- ハリー・シャム・ジュニア – ウェイ・ファン(魏方)：中村悠一
- ナターシャ・リュー・ボルディッツォ - スノーヴァース（雪瓶）：小清水亜美
- ジェイソン・スコット・リー - ヘイデス・ダイ（戴閻王）：楠大典
- ロジャー・ユアン - アイアンクロウ（鉄烏鴉）：志村知幸
- ベロニカ・グゥ - マンティス （断魂鶯）：白石涼子
- ユージニア・ユアン - 盲目魔女（九幽女）：林真里花
- ジュジュ・チャン - シルバーダート・シー (湘西無影鏢)：嶋村侑
- クリス・パン - フライングブレード（蜀中飛刀李）：小森創介
- ダリル・クォン - 亀のマー（唐山酒癲）：かぬか光明
- Woon Young Park - サンダーフィスト・チャン（山東鉄臂魯）：間宮康弘
- シューヤ・チャン - ハン・メイ（寒梅）
- Gary Young - ティエの息子（少貝勒）：上田燿司
- Andrew Stehlin - ブラックタイガー：宮本克哉
- アレックス・シー - ツァオ・フェイ：品田美穂
- その他の日本語吹き替え：森田了介／蜂須賀智隆／小林親弘／宮本淳／兼政郁人

日本語版スタッフ：演出：打越領一、翻訳：税田春介、制作：ACクリエイト

## 主題曲
「如果時間剩一秒」
- 作詞：科学沁失
- 作曲：梅林茂
- 歌：ココ・リー、ジャム・シャオ

## 制作・キャスティング・公開

### 初期段階
2013年1月にIGN Entertainmentによって、ワインスタイン・カンパニーが『グリーン・デスティニー』の続編制作を計画しており、前作を監督した アン・リーが辞退したため香港のロニー・ユー監督と交渉中であり、ジョン・フスコーが脚本を担当すると伝えられた。
2月、1作目の主演であるミシェル・ヨーが続編は制作の初期段階にあると話し、その後、ドニー・イェンが出演濃厚と報道される 一方で、前作において玉嬌龍を演じたチャン・ツィイーは続編制作の話を知らないと取材陣に答えた。また重要な役に中国の人気女優ファン・ビンビンの名前が挙がっているという噂も伝えられた。直後にドニー・イェンはオファーがあったことを認めたうえで、スケジュールが一杯なことと『グリーン・デスティニー』があまりにも名作すぎるために躊躇している旨を語った

### 監督、主演決定
5月にはワインスタイン・カンパニーから、監督は前作でアクション監督を担当したユエン・ウーピンに決定し、ミシェル・ヨーとドニー・イェンの共演で2014年3月にクランクインすることが明らかにされ、同月に行われたカンヌ映画祭でウーピン監督とともに姿を見せたドニーが正式に参加することを公表。3人での共作は1994年の香港映画『詠春拳』以来となった。
そんななか、回想シーンでの出演を噂されていたチャン・ツィイーの事務所は、そのような話は聞いていないとし、アン・リーが監督ならば絶対に出演したはずと報道を否定した。
11月、国家新聞出版広播電影電視（ラジオ・映画・テレビ）総局が、続編の制作を認可した事を公示。今作では、若い男女がストーリーに関わる重要な人物となることがマスコミによって伝えられ、その役にホァン・シャオミンの名も挙がった。が、ユエン・ウーピン監督は単独インタビューに対し「この役にはもう少し若い新人がいい」とコメント、アメリカ人の脚本では中国文化への理解が足りないと、脚本の改訂とキャスティングに時間がかかりクランクインが延期されることを示唆した。
ウーピンはのちの取材に対し、当初ロケ地に反対したと言い、「中国は監督主義だがアメリカはプロデューサー主義。我々はスタッフの1人にすぎない。彼等にとって武侠は西部劇の世界観に通じると最終的に理解をした。そこで世界的な展開のために東西文化を融合させることになった。いわば武侠映画の西部劇化、または西部劇の武侠化ともいえる」と率直に語っている。
翌年2014年の1月には、ドニーの高額ギャラと付帯条件を制作側が受け入れられないため代わりにアンディ・ラウを起用すると、中華マスコミが一斉に報じた。が、即座にワインスタインは、続編の構想が浮上した時からミシェルとドニーを想定しており、彼ら以外の人選は考えられないと声明を発表している。

### 撮影
4月、ロケ地にニュージランドが選ばれたことが報道され、3月に予定されていたクランクインが8月になったことと、香港の俳優ニコラス・ツェーがオファーされたことが伝えられた、その役については、アメリカのTVドラマ『glee/グリー』に出演したハリー・シャム・ジュニアに決定した。またクランクイン直前の6月には、中国のPegasus Mediaと中国电影集团公司（China Film Group Corporation）が共同制作に加わっている。7月31日には、ニュージーランドの撮影現場で大規模な火災が発生。負傷者が出る事態には至らなかったが、報道によると損失額は1000万香港ドル（約1億3000万円）以上にのぼるとされた。
撮影監督を『ドライヴ』『ジャックと天空の巨人』『X-MEN:フューチャー&パスト』のニュートン・トーマス・サイジェルが担当し、VFXスーパーバイザーとして『ロード・オブ・ザ・リング』でアカデミー視覚効果賞を受賞したマーク・ステットソンや『ロード・オブ・ザ・リング/王の帰還』でアカデミー衣裳デザイン賞のナイラ・ディクソン、アカデミー美術賞のグラント・メイジャーなどが参加、音楽は日本人作曲家梅林茂がつとめた。
使用した骨董品は、中国で作られた総重量3トンのレプリカが海路で運ばれた。スタッフとして20ヶ国から集まった700人余りが関わり、3400点の道具類、1000着の衣裳、凍った湖面のシーンでは30メートルの湖を設営し、邸宅のセットについてはチームを派遣して北京に現存する恭王府を実測、300人がかりで1：1の屋敷を作り上げた。撮影はニュージーランドで13週、北京で4週にわたって行われ、映像素材は1800分に及んだという。

### 公開
また撮影中の2014年9月には、オンライン映像配信のアメリカネットフリックスが今作をワインスタインと共同制作していると発表。全米のIMAXシアターと同時にネットフリックスでリリースするとした。この方針に、大手劇場チェーンのリーガル・エンタテインメント、 AMC、シネマークU.S.A.、カーマイク・シネマズらは、同作品をIMAXスクリーンでかけないとボイコットを宣言。声明の中で、リーガルは「同じ映画をIMAXのビッグスクリーンとスマホの小さな画面で同時に見せる実験に参加するつもりはない」と理由を説明している。結果、アメリカではわずか15館以下でのIMAX上映となった。
2015年12月ネットフリックスから予告編が公開され、そこでナターシャ・リュー・ボルディッツォ 、敵役としてジェイソン・スコット・リーの出演が明らかになった。
翌年2016年2月には、中国劇場公開にむけてのお披露目会が催され、そこでミシェルは「16年前は20歳のツィイーの面倒を見て今回は19歳のナターシャ、本当にありがとう」と同席したプロデューサーのワインスタインに笑って声をかけた。ドニーは「初めて会ったときにミシェルにひと目ぼれをした」と会場を沸かせ「僕はほんの端役だよ」と彼女のために引き立て役になったと語った。そしてステージでは、ダンサーであるハリーがダンスを披露。前作のエンディング・テーマを歌ったココ・リーと台湾の人気歌手ジャム・シャオが新しいテーマソングをデュエットした。
中国大陸では、IMAXシアターで2016年の春節（旧正月）映画として上映することを2015年9月に発表したが
、その後公開日を春節後の2月19日に変更してIMAX3D、3Dの劇場で公開された。中国公開に際しては、広播電影電視総局から、劇中登場する実在した白蓮教を架空の団体に、また「反清復明（清を滅ぼし明を復興する）」表現を薄めるように指示されている。

## ソフトウェア
劇場公開された香港から臥虎藏龍: 青冥寶劍としてブルーレイ3D+2D盤と、DVDが発売されている。画面解像度1080p (1920 x 1080 progressive scan)

音声は広東語と普通話。オリジナルの英語は収録なし。字幕は英語、中文（繁体、簡体）

## サウンドトラック
2016年3月11日、Sony Classicalより発売。

Crouching Tiger, Hidden Dragon: Sword of Destiny Original Motion Picture Soundtrack

Original score by Shigeru Umebayashi, feat. LANG LANG
 
ASIN: B01AXA6EYW
1. The Edge of the Empire Lies the Martial World

2. Snow Vase Attacks Hades Dai

3. Silent Wolf Theme

4. Back to Beijing

5. Wild Bunch Theme

6. Tea House Fight

7. West Lotus Soldiers in Lingao Village

8. Fue – Snow Vase

9. This is Our Story – Your Mother is My Teacher

10. Taiko – Wei Fang

11. Silent Wolf and Yu Fend Off

12. Snow Vase Attacks Mantis

13. Deja Vu Moment

14. Lying in the Cage

15. Snow Vase Theme

16. Plum Wine

17. Banter Waltz

18. Silent Wolf Maid His Way to Wudang Mountain

19. Protect the Sword with Your Life

20. Paper Lantern

21. Yu Shu Line’s Theme

22. Yu and Snow

23. Yu Still Watching Silent Wolf

24. The Last of the Mourner

25. Silver Dart Dies

26. Wei Fang Stole the Green Destiny

27. Frozen Lake

28. It’s Over – The Sword Wins

29. A Swordsman of Honor

30. Theme for Sword of Destiny

31. Eternal Breath - English Version李玟+蕭敬騰+郎朗

32. 如果時間剩一秒 - 中文版 李玟+蕭敬騰+郎朗

33. Theme For Sword Of Destiny - Revised